# Al Martino
Al Martino (født Alfred Cini, 7. oktober 1927 – 13. oktober 2009) var en amerikansk sanger og skuespiller, der fik en lang række hits fra 1950'erne og frem, men måske var mest kendt for sin rolle som sangeren Johnny Fontane i filmen The Godfather, der havde visse sammenfald med Martinos egen karriere.
Al Martino var af italiensk afstamning og arbejdede som helt ung som murer, men han var meget interesseret i musik med inspiration fra Al Jolson og Perry Como. Da han oplevede, hvordan en kammerat fra barndommen under navnet Mario Lanza kunne opnå verdensberømmelse, fik han også blod på tanden.
Efter at have aftjent sin værnepligt under 2. verdenskrig, hvor han blandt andet blev såret i slaget om Iwo Jima, begyndte tog han navnet Al Martino og begyndte at synge på natklubber i New York. Han vandt en talentkonkurrence på tv og fik nu en pladekontrakt. I 1952 blev hans single med sangen "Here in My Heart" den første på New Musical Express' nydannede engelske hitlistes førsteplads. Den blev i øvrigt på førstepladsen i ni uger, hvilket i løbet af listens første 50 år kun blev overgået af fire sange.
Successen blev fulgt op af flere andre populære sange, men rock'n'roll-bølgen, der tog fat i midten af 1950'erne betød tilbageslag for Martinos popsange, der hørte til en tidligere tradition. I 1960'erne fik han en ny succesperiode begyndende med sangen "I Love You Because", der blev fulgt op af sange som "I Love You More and More Every Day" og "Always Together" samt giganthittet "Spanish Eyes" fra 1965 samt "Volare".
I 1972 fik han rollen som natklubsangeren Johnny Fontane i Francis Ford Coppolas store succesfilm The Godfather, hvortil han også sang kendingsmelodien "I Have But One Heart". Han gentog rollen i de to efterfølgende film, men bortset fra en enkelt filmrolle i 2006 holdt han sig til sangen. Skønt populariteten langsomt dalede, optrådte han fortsat til langt op i 2000'erne på natklubber, casinoer og lignende mindre steder.

## Filmografi
| Year | Title                  | Role           |
| ---- | ---------------------- | -------------- |
| 1972 | The Godfather          | Johnny Fontane |
| 1990 | The Godfather Part III | Johnny Fontane |

## Diskografi

### Studiealbums
- 1959: Al Martino (20th Century Fox)
- 1960: Swing Along With Al Martino (20th Century Fox)
- 1962: The Exciting Voice of Al Martino (U.S. No. 109) Capitol Records
- 1962: The Italian Voice of Al Martino (U.S. No. 57)
- 1963: When Your Love Has Gone (20th Century Fox)
- 1963: I Love You Because (U.S. No. 7)
- 1963: Painted, Tainted Rose (U.S. No. 9)
- 1963: Love Notes
- 1963: Sings Great Italian Love Songs
- 1964: A Merry Christmas (U.S. Christmas No. 8)
- 1964: I Love You More and More Every Day/Tears and Roses (U.S. No. 31)
- 1964: Living a Lie (U.S. No. 13)
- 1965: My Cherie (U.S. No. 19)
- 1965: Somebody Else is Taking My Place (U.S. No. 42)
- 1965: We Could (U.S. No. 41)
- 1966: Spanish Eyes (U.S. No. 8)
- 1966: Think I'll Go Somewhere and Cry Myself to Sleep (U.S. No. 116)
- 1966: This is Love (U.S. No. 57)
- 1967: Daddy's Little Girl (U.S. No. 23)
- 1967: This Love for You (U.S. No. 99)
- 1967: Mary in the Morning (U.S. No. 63)
- 1968: Love is Blue (U.S. No. 56)
- 1968: This is Al Martino (U.S. No. 129)
- 1968: Wake Up to Me Gentle
- 1969: Jean (U.S. No. 196)
- 1969: Sausalito (U.S. No. 189)
- 1970: Can't Help Falling in Love (U.S. No. 184)
- 1970: My Heart Sings (U.S. No. 172)
- 1972: Love Theme from 'The Godfather' (U.S. No. 138)
- 1972: Summer of '42 (U.S. No. 204)
- 1973: Country Style
- 1974: I Won't Last a Day Without You
- 1975: To the Door of the Sun (U.S. No. 129)
- 1976: In Concert: Recorded With the Edmonton Symphony Orchestra (live) RockyRock
- 1976: Sing My Love Songs
- 1978: The Next Hundred Years
- 1978: Al Martino Sings (20th Century Fox)
- 1978: Al Martino
- 1982: All of Me (MovieTone)
- 1990: Quando,Quando, Quando (Dynamic)
- 1991: Al Martino: In Concert (Prestige)
- 1993: The Voice to Your Heart; produced by Dieter Bohlen in Germany (Dino Music)
- 2000: Style (Varèse Sarabande)
- 2006: Come Share the Wine (Sin-Drome)
- 2011: Thank You

### Opsamlingsalbum
- 196?: Romantic World of Al Martino (Capitol)
- 1965: That Old Feeling (MovieTone)
- 1966: Don't Go to Strangers (Pickwick)
- 1968: Al Martino (Guest Star)
- 1968: The Best of Al Martino (U.S. No. 108)
- 1970: Here in My Heart/Yesterday
- 1971: I Wish You Love/Losing You
- 1971: Al Martino (3 LP Set)
- 1978: Time After Time (Springboard)
- 1990: Greatest Hits (Curb)
- 1992: Capitol Collectors Series
- 1996: 20 Great Love songs (Disky)
- 1998: Touch of Class (Disky)
- 1999: The Legendary Al Martino (Metro)
- 1999: The Al Martino Collection: I Love You Because (Razor & Tie)
- 1999: I Love You Because/My Cherie
- 2000: Hits of Al Martino
- 2004: Essential Al Martino (Fuel 2000)
- 2005: Ultimate Al Martino
- 2006: We Could/Think I'll Go Somewhere And Cry Myself to Sleep
- 2006: Very Best of Al Martino
- 2007: An Introduction to Al Martino (Varèse Sarabande)
- 2012: Makin' Whoopee (Sepia)
- 2013: Take My Heart (Jasmine)
- 2018: The Singles Collection: 1952-1962 (Acrobat)

### Singler
| År   | titler (A-side/B-side) Begge sider fra samme album, med mindre andet er noteret                         | U.S. Billboard | U.S. Cash Box | U.S. AC | UK  | Album                                           |
| ---- | --- | -------------- | ------------- | ------- | --- | ----------------------------------------------- |
| 1952 | "Here in My Heart" b/w "I Cried Myself To Sleep"                                                        | 1              | 2             |         | 1   | Non-album tracks                                |
| 1952 | "Take My Heart" b/w "I Never Cared"                                                                     | 12             |               |         | 9   | Non-album tracks                                |
| 1952 | "I've Never Seen" b/w "Say You'll Wait For Me"                                                          |                |               |         |     | Non-album tracks                                |
| 1953 | "Now" b/w "In All This World"                                                                           |                | 25            |         | 3   | Non-album tracks                                |
| 1953 | "Rachel" b/w "One Lonely Night"                                                                         | 30             | 21            |         | 10  | Non-album tracks                                |
| 1953 | "Here In My Arms" b/w "There's Music In You"                                                            |                |               |         |     | Non-album tracks                                |
| 1953 | "When You're Mine" b/w "This Night I'll Remember"                                                       | 27             |               |         |     | Non-album tracks                                |
| 1953 | "All I Want Is A Chance" b/w "You Can't Go On Forever Breaking My Heart"                                |                |               |         |     | Non-album tracks                                |
| 1954 | "Melancholy Serenade" b/w "Way, Paesano (Uei...Paesano)"                                                |                |               |         |     | Non-album tracks                                |
| 1954 | "Wanted" b/w "There'll Be No Teardrops Tonight"                                                         |                |               |         | 4   | Non-album tracks                                |
| 1954 | "The Story Of Tina" b/w "Say It Again"                                                                  |                |               |         | 10  | Non-album tracks                                |
| 1954 | "Don't Go To Strangers" b/w "When"                                                                      |                |               |         |     | Non-album tracks                                |
| 1955 | "The Man From Laramie" b/w "To Please My Lady"                                                          |                |               |         | 19  | Non-album tracks                                |
| 1955 | "Love Is Eternal" b/w "The Snowy, Snowy Mountains"                                                      |                |               |         |     | Non-album tracks                                |
| 1956 | "A Love To Call My Own" b/w "The Girl I Left In Rome"                                                   |                |               |         |     | Non-album tracks                                |
| 1957 | "I'm Sorry" b/w "I'm A Funny Guy"                                                                       |                |               |         |     | Non-album tracks                                |
| 1958 | "Here In My Heart" b/w "Two Lovers"                                                                     |                |               |         |     | Non-album tracks                                |
| 1959 | "I Can't Get You Out of My Heart" b/w "Two Hearts Are Better Than One"                                  | 44             | 43            |         |     | Non-album tracks                                |
| 1959 | "Darling, I Love You" b/w "The Memory Of You"                                                           | 63             | 52            |         |     | Non-album tracks                                |
| 1960 | "Summertime" b/w "I Sold My Heart" (Non-album track)                                                    |                |               |         | 49  | Swing Along With Al Martino                     |
| 1960 | "Dearest (Cara)" b/w "Hello My Love"                                                                    |                | 106           |         |     | Non-album tracks                                |
| 1960 | "Only The Broken Hearted" b/w "Journey To Love"                                                         |                |               |         |     | Non-album tracks                                |
| 1960 | "Our Concerto" b/w "In My Heart Of Hearts"                                                              |                |               |         |     | Non-album tracks                                |
| 1960 | "Come Back To Me" b/w "It's All Over But The Crying"                                                    |                |               |         |     | Non-album tracks                                |
| 1961 | "Little Boy, Little Girl" b/w "My Side Of The Story"                                                    | 109            | 92            |         |     | Non-album tracks                                |
| 1961 | "Here in My Heart" (re-recording) b/w "Granada"                                                         | 86             | 102           | 17      |     | The Exciting Voice Of Al Martino                |
| 1961 | "Pardon" b/w "Another Time, Another Place"                                                              |                |               |         |     | Non-album tracks                                |
| 1962 | "There's No Tomorrow" b/w "The Memory Of You"                                                           |                |               |         |     | Non-album tracks                                |
| 1962 | "Love, Where Are You Now (Toselli Serenade)" b/w "Exodus"                                               | 119            |               |         |     | The Exciting Voice Of Al Martino                |
| 1962 | "Because You're Mine" b/w "Make Me Believe"                                                             |                |               |         |     | The Exciting Voice Of Al Martino                |
| 1963 | "I Love You Because" b/w "Merry-Go-Round"                                                               | 3              | 3             | 1       | 48  | I Love You Because                              |
| 1963 | "Painted, Tainted Rose" b/w "That's The Way It's Got To Be"                                             | 15             | 19            | 3       |     | Painted, Tainted Rose                           |
| 1963 | "Living A Lie" b/w "I Love You Truly" (from Painted, Tainted Rose)                                      | 22             | 23            | 8       |     | Living A Lie                                    |
| 1964 | "My Side Of The Story" b/w "It's All Over But The Crying"                                               |                |               |         |     | Non-album tracks                                |
| 1964 | "I Love You More and More Every Day" b/w "I'm Living My Heaven With You"                                | 9              | 11            | 3       |     | I Love You More and More Every Day              |
| 1964 | "Tears and Roses" b/w "A Year Ago Tonight" (Non-album track)                                            | 20             | 18            | 7       |     | I Love You More and More Every Day              |
| 1964 | "Always Together" /                                                                                     | 33             | 41            | 4       |     | We Could                                        |
| 1964 | "Thank You For Loving Me"                                                                               | 118            | 96            |         |     | Non-album tracks                                |
| 1964 | "I Can't Get You Out of My Heart" (reissue) b/w "Come Back To Me"                                       | 99             |               |         |     | Non-album tracks                                |
| 1964 | "We Could" b/w "Sunrise To Sunrise"                                                                     | 41             | 44            | 6       |     | We Could                                        |
| 1964 | "Silver Bells" b/w "You're All I Want For Christmas"                                                    |                | 145           |         |     | A Merry Christmas                               |
| 1965 | "My Heart Would Know" b/w "Hush...Hush, Sweet Charlotte"                                                | 52             | 50            | 11      |     | Somebody Else Is Taking My Place                |
| 1965 | "Somebody Else Is Taking My Place" /                                                                    | 53             | 64            | 11      |     | Somebody Else Is Taking My Place                |
| 1965 | "With All My Heart"                                                                                     | 122            | 99            |         |     | Somebody Else Is Taking My Place                |
| 1965 | "My Cherie" /                                                                                           | 88             | 79            | 26      |     | My Cherie                                       |
| 1965 | "Ramona"                                                                                                |                | tag           |         |     | Painted, Tainted Rose                           |
| 1965 | "Forgive Me" b/w "What Now, My Love" (from My Cherie)                                                   | 61             | 73            | 7       |     | Spanish Eyes                                    |
| 1966 | "Spanish Eyes" b/w "Melody Of Love" (From My Cherie)                                                    | 15             | 16            | 1       | 5 A | Spanish Eyes                                    |
| 1966 | "Think I'll Go Somewhere and Cry Myself To Sleep" b/w "Hello Memory"                                    | 30             | 33            | 2       |     | Spanish Eyes                                    |
| 1966 | "Wiederseh'n" b/w "The Minute You're Gone"                                                              | 57             | 61            | 3       |     | Think I'll Go Somewhere and Cry Myself to Sleep |
| 1966 | "Just Yesterday" b/w "By The River Of The Roses" (from Spanish Eyes)                                    | 77             | 71            | 12      |     | This Is Love                                    |
| 1966 | "The Wheel of Hurt" b/w "Somewhere In This World"                                                       | 59             | 57            | 12      |     | Daddy's Little Girl                             |
| 1967 | "Daddy's Little Girl" b/w "Devotion" (From This Love For You)                                           | 42             | 46            | 2       |     | Daddy's Little Girl                             |
| 1967 | "Mary in the Morning" b/w "I Love You and You Love Me"                                                  | 27             | 27            | 1       |     | Daddy's Little Girl                             |
| 1967 | "More Than the Eye Can See" b/w "Red Is Red" (from Mary In The Morning)                                 | 54             | 47            | 1       |     | This Is Al Martino                              |
| 1967 | "A Voice In the Choir" b/w "The Glory Of Love" (from This Is Al Martino)                                | 80             | 81            | 5       |     | Non-album track                                 |
| 1968 | "Love Is Blue" b/w "I'm Carryin' The World On My Shoulders"                                             | 57             | 60            | 3       |     | Love Is Blue                                    |
| 1968 | "Lili Marlene" b/w "Georgia"                                                                            | 87             | 82            | 7       |     | Love Is Blue                                    |
| 1968 | "Wake Up To Me Gentle" b/w "If You Must Leave My Life"                                                  | 120            | 125           | 21      |     | Wake Up To Me Gentle                            |
| 1969 | "I Can't Help It" b/w "I Can See Only You"                                                              | 97             | 93            | 10      |     | Wake Up To Me Gentle                            |
| 1969 | "Sausalito" b/w "Take My Hand For A While"                                                              | 99             | 62            | 13      |     | Sausalito                                       |
| 1969 | "I Started Loving You Again" B b/w "Let Me Stay Awhile" (from Jean)                                     | 86             | 74            | 19      |     | Non-album track                                 |
| 1970 | "Can't Help Falling in Love" b/w "You're All The Woman That I Need"                                     | 51             | 57            | 5       |     | Can't Help Falling In Love                      |
| 1970 | "Walking In The Sand" b/w "One More Mile (and Darlin', I'll Be Home)" (from Can't Help Falling In Love) | 123            |               | 9       |     | To the Door of the Sun                          |
| 1970 | "True Love Is Greater Than Friendship" b/w "The Call"                                                   |                | 110           | 33      |     | My Heart Sings                                  |
| 1971 | "Come Into My Life" b/w "One Pair Of Hands" (from My Heart Sings)                                       |                | 104           | 30      |     | To the Door of the Sun                          |
| 1971 | "Losing My Mind" b/w "Too Many Mornings" (Non-album track)                                              |                |               | 39      |     | Summer of '42                                   |
| 1971 | "This Summer Knows" b/w "More Now Than Ever"                                                            |                |               |         |     | Summer of '42                                   |
| 1972 | "Speak Softly Love" b/w "I Have But One Heart"                                                          | 80             | 81            | 24      |     | Love Theme from 'The Godfather                  |
| 1972 | "Canta Libre" b/w "Take Me Back"                                                                        |                |               | 37      |     | Non-album tracks                                |
| 1973 | "Hey Mama" b/w "If I Give My Heart To You" (Non-album track)                                            |                |               |         |     | The Very Best Of Al Martino                     |
| 1973 | "Daddy Let's Play" b/w "Mary Go Lightly (Como Un Nino)" (from To the Door of the Sun)                   |                |               |         |     | Country Style                                   |
| 1975 | "To the Door of the Sun" b/w "Mary Go Lightly (Como Un Nino)"                                           | 17             | 21            | 7       |     | To the Door of the Sun                          |
| 1976 | "Volare" b/w "You Belong To Me"                                                                         | 33             | 41            | 9       |     | Sing My Love Songs                              |
| 1976 | "My Thrill" b/w "The More I See You"                                                                    |                |               | 43      |     | Sing My Love Songs                              |
| 1976 | "Sing My Love Song" (With The Mike Curb Congregation) b/w "May I Have The Next Dream With You"          |                |               | 24      |     | Sing My Love Songs                              |
| 1977 | "Kentucky Morning" b/w "Sweet Marlorene"                                                                |                | 110           | 26      |     | The Next Hundred Years                          |
| 1978 | "The Next Hundred Years" b/w "After The Lovin'"                                                         | 49             | 55            | 6       |     | The Next Hundred Years                          |
| 1978 | "One Last Time" b/w "Here I Go Again"                                                                   |                |               | 44      |     | The Next Hundred Years                          |
| 1979 | "Torero" b/w "Now That I Found You"                                                                     |                |               |         |     | Non-album tracks                                |
| 1980 | "Almost Gone" B-side unknown                                                                            |                |               |         |     | Non-album tracks                                |
| 1981 | "Look Around (You'll Find Me There)" b/w "More Than Ever Now"                                           |                |               |         |     | Non-album tracks                                |
| 1982 | "You and I" b/w "If I Should Love Again"                                                                |                |               |         |     | Non-album tracks                                |
| 1982 | "What Your Love Did For Me" b/w "Warm Is When You Touch Me"                                             |                |               |         |     | Non-album tracks                                |